# Scolops cockerelli
Scolops cockerelli är en insektsart som först beskrevs av Fowler 1904.  Scolops cockerelli ingår i släktet Scolops och familjen Dictyopharidae. Inga underarter finns listade i Catalogue of Life.